# Walt Báez
Walt Alejandro Báez Bordon (Montevideo, Uruguay, 28 de noviembre de 1978) es un exfutbolista uruguayo. Jugaba de defensa central.

## Clubes
| Club               | País      | Año         |
| ------------------ | --------- | ----------- |
| Danubio            | Uruguay   | 1997 - 2004 |
| Municipal          | Guatemala | 2005        |
| Bella Vista        | Uruguay   | 2006 - 2009 |
| Rentistas          | Uruguay   | 2009 - 2010 |
| Cerro Largo        | Uruguay   | 2010 - 2011 |
| Tacuarembó         | Uruguay   | 2011 - 2012 |
| Plaza Colonia      | Uruguay   | 2012 - 2013 |
| Villa Teresa       | Uruguay   | 2013 - 2016 |
| Atenas             | Uruguay   | 2016 - 2017 |
| Oriental de La Paz | Uruguay   | 2018        |